# (809) Lundia
(809) Lundia est un astéroïde de la ceinture principale découvert le 11 août 1915 par l'astronome allemand Max Wolf. Sa désignation provisoire était 1915 XP.
Il fut nommé en honneur de l'observatoire de Lund.
(809) Lundia possède une lune, désignée S/2005 (809) 1.